# Салама, Амин
Ами́н Салама́ (фр. Amine Salama; род. 18 июля 2000, XV округ Парижа) — французский футболист марокканского происхождения, нападающий клуба «Реймс», выступающий на правах аренды за клуб «Торино».

## Клубная карьера
Салама — воспитанник клубов «КА Париж» и «Монруж». В 2022 году Амин подписал контракт с «Дюнкерком». 28 января в матче против «Парижа» он дебютировал в Лиге 2. Летом того же года Салама перешёл в «Анже». 7 августа в матче против «Нанта» он дебютировал в Лиге 1. 14 августа в поединке против «Осера» Амин забил свой первый гол за «Анже». 
Летом 2023 года Салама перешёл в «Реймс», подписав контракт на 4 года. Сумма трансфера составила 4 млн. евро. 12 августа в матче против марсельского «Олимпика» он дебютировал за новый клуб. 